# Lijst van eindige enkelvoudige groepen
In de groepentheorie, een deelgebied van de wiskunde, stelt de classificatie van eindige enkelvoudige groepen dat elke eindige enkelvoudige groep tot en van de volgende klassen behoort:
- cyclische groepen
- alternerende groepen
- de 16 families van groepen van het Lie-type (met inbegrip van de Tits-groep , die strikt genomen niet van het Lie-type is)
- de 26 sporadische groepen.

De onderstaande lijst geeft alle eindige enkelvoudige groepen, samen met hun orde, de grootte van de Schur-multiplier, de grootte van de uitwendig-automorfismegroep, meestal enkele kleine groepsrepresentaties en lijsten van alle duplicaten. 
(Bij het verwijderen van duplicaten is het nuttig op te merken dat eindige enkelvoudige groepen worden bepaald door hun ordes, behalve dat de groep {\displaystyle B_{n}(q)} dezelfde orde heeft als {\displaystyle C_{n}(q)} voor {\displaystyle q} oneven, {\displaystyle n>2}, en de groepen {\displaystyle A_{8}=A_{3}(2)} en {\displaystyle A_{2}(4)} beide ordes hebben van 20160.)
Notatie
{\displaystyle n} is een positief geheel getal, {\displaystyle q>1} is een macht van een priemgetal {\displaystyle p}, en is de orde van sommige onderliggende lichamen/velden. De orde van de uitwendig-automorfismegroep wordt geschreven als het product {\displaystyle c\,f\,g}, waarin {\displaystyle d} de orde van de groep van "diagonale automorfismen", {\displaystyle f} de orde van de (cyclische) groep van lichaamsautomorfismen (gegenereerd door een frobenius-automorfisme), en {\displaystyle g} de orde van de groep van "graafautomorfismen" (afkomstig uit de automorfismen van het dynkin-diagram is).

## Oneindige families

### Cyclische groepenZp
Enkelvoudigheid: Altijd enkelvoudig.
Orde: p, waarbij p een priemgetal is.
Schur-multiplier: Triviaal.
Uitwendige automorfismegroep: Cyclisch van orde p-1.
Andere namen: Z/pZ
Toelichting: Dit zijn de enige enkelvoudige groepen die niet perfect zijn.

## Niet-cyclische enkelvoudige groepen van kleine orde
| Orde | Gefactoriseerde orde | Groep               | Schur-multiplier | Uitwendige automorfismegroep |
| ---- | -------------------- | ------------------- | ---------------- | ---------------------------- |
| 60   | 2 · 3 · 5            | A5 = A1(4) = A1(5)  | 2                | 2                            |
| 168  | 23 · 3 · 7           | A1(7) = A2(2)       | 2                | 2                            |
| 360  | 23 · 32 · 5          | A6 = A1(9) = B2(2)′ | 6                | 2×2                          |
| 504  | 23 · 32 · 7          | A1(8) = 2G2(3)′     | 1                | 3                            |
| 660  | 2 · 3 · 5 · 11       | A1(11)              | 2                | 2                            |
| 1092 | 2 · 3 · 7 · 13       | A1(13)              | 2                | 2                            |
| 2448 | 24 · 32 · 17         | A1(17)              | 2                | 2                            |
| 2520 | 23 · 32 · 5 · 7      | A7                  | 6                | 2                            |
| 3420 | 2 · 32 · 5 · 19      | A1(19)              | 2                | 2                            |
| 4080 | 24 · 3 · 5 · 17      | A1(16)              | 1                | 4                            |
| 5616 | 24 · 33 · 13         | A2(3)               | 1                | 2                            |
| 6048 | 25 · 33 · 7          | 2A2(9) = G2(2)′     | 1                | 2                            |
| 6072 | 23 · 3 · 11 · 23     | A1(23)              | 2                | 2                            |
| 7800 | 23 · 3 · 52 · 13     | A1(25)              | 2                | 2×2                          |
| 7920 | 24 · 32 · 5 · 11     | M11                 | 1                | 1                            |
| 9828 | 2 · 33 · 7 · 13      | A1(27)              | 2                | 6                            |

## Verder lezen
- (en)  Daniel Gorenstein, Richard Lyons, Ronald Solomon, De classificatie van de eindige enkelvoudige groepen (volume 1), AMS, 1994 (volume 2), AMS,
- (en)  Conway, J. H.; Curtis, R. T.; Norton, S. P.; Parker, R. A.; en Wilson, R. A.: "Atlas van eindige groepen: maximale deelgroepen en gewone karakteristieken voor enkelvoudige groepen."  Oxford, England 1985.
- (en)  Atlas van eindige groepsrepresentaties: bevat representaties en andere data voor vele eindige enkelvoudige groepen, waaronder de sporadische groepen.
- (en)  Roger W. Carter, Simple Groups of Lie Type, ISBN 0-471-50683-4
- (en)  Mark Ronan, Symmetry and the Monster, Oxford University Press, 2006. (Beknopte introductie en geschiedenis geschreven voor de leek)
- (en)  Marcus du Sautoy, Finding Moonshine, Fourth Estate, 2008, ISBN 978-0-00-721461-7 (een andere introduction voor de leek)